# Zoma zoma
Zoma zoma е вид паяк от семейство Theridiosomatidae. Видът е критично застрашен от изчезване.

## Разпространение
Разпространен е в Сейшели.